# 대전교통공사
대전교통공사(大田交通公社, Daejeon Transportation Corporation)는 대전 도시철도와 타슈를 운영하는 대전광역시청 산하의 공기업이다.

## 연혁
- 1996년 10월 30일: 대전 도시철도 1호선 1단계 공사 착공
- 2004년 8월 13일: 대전광역시 도시철도공사 설치조례 공포[2]
- 2005년 1월 1일: 대전광역시 도시철도공사 설립
- 2006년 3월 16일: 대전 도시철도 1호선 일부 구간(판암역~정부청사역) 개통
- 2007년 4월 17일: 대전 도시철도 1호선 완전 개통(정부청사역~반석역)
- 2022년 1월 1일: 대전교통공사로 확대 개편

## 운영 노선
- ● 대전 도시철도 1호선

## 조직

### 안전감사실
- 안전관리팀
- 감사팀

### 경영이사
- 기획전략처
- 기획조정팀
- 전략경영팀
- 정보화팀
- 경영지원처
- 총무인사팀
- 연수팀팀
- 재무회계팀
- 노무복지팀
- 영업처
- 관리처
- 운수사업팀
- 부대사업팀
- 역무자동화팀

### 기술이사
- 시설설비처
- 환경설비팀
- 토목보선팀
- 건축팀
- 전기전자처
- 전기팀
- 신호팀
- 통신팀
- 운영처
- 지원팀
- 승무팀
- 차량팀
- 종합관제실
- 운영관제팀
- 기술관제팀
- 연구개발센터

## 사건·사고 및 논란

### 부정채용 및 사장 해임
2016년 3월 3일 대전광역시 도시철도공사가 신규 채용 면접을 실시하고 3월 7일 결과를 발표하는 과정에서 11명의 신규직원 합격자 중 기관사(승무 9급) 면접 후 필기시험 점수가 낮은 2명에게 면접점수를 높여주는 방식으로 평정을 조작, 이 중 1명을 합격시켰다는 의혹이 제기됐다. 이에 대해 대전광역시청은 3월 18일부터 3월 23일까지 감사반 3명을 투입하여 대전광역시 도시철도공사에 대한 감사를 실시한 결과, 신규직원 채용 시 특정 응시자의 면접시험 평정표 점수를 조작하여 1명을 부정 합격시킨 것으로 드러났다고 설명했다. 2016년 3월 23일 부정채용 의혹을 받고 사의를 표명한 대전광역시 도시철도공사 차준일 사장이 경찰 출석 조사를 받았다. 2016년 3월 25일 대전광역시청이 부정채용을 지시한 대전광역시 도시철도공사 차준일 사장을 해임하고 김기원 기술이사를 사장 직무대행자로 지정하였다. 이에 대해 대전참여자치시민연대는 성명서를 통해 “그나마 공정할 거라 생각한 공기업 채용과정에서까지 비리가 있다는 사실에, 구직난에 시달리는 청년들은 다시 한 번 절망했을 것”이라며 강하게 비판했다. 한편, 대전광역시 도시철도공사 측은 공식 홈페이지를 통해 당시 해당 채용전형의 면접을 본 응시자들의 재면접 문의에 “대전광역시청 감사결과는 발표됐으나, 아직 수사기관의 수사가 진행 중”이라며 “구체적인 답변이 어렵다. 논란을 일으켜 죄송하다”고 답변하고 있다. 2016년 4월 18일 승무직(기관사) 신입사원 면접점수 조작 등 부정채용에 대한 내용을 외부에 알린 황재하 경영이사가 대전광역시 도시철도공사 김기원 사장직무대행 직권으로 해임되었다. 부정채용 내용이 언론에 알려진 후 대전광역시청의 감사가 있었고, 감사결과를 토대로 대전광역시청이 차준일 사장과 함께 당시 인사위원장으로 성적 조작 사실을 알고도 최종시험결과를 결제한 황재하 경영이사에 대한 해임을 대전광역시 도시철도공사에 요구하자 이를 따른 것이다. 대전광역시청은 내부고발자에 대한 해임 요구가 지나치다는 의견에 대해서도 대전광역시는 그가 부패방지권익위법이 정한 신고기관이 아닌 언론을 통해 먼저 부정채용 사실을 알린 점을 들어 공익신고자보호법 등의 적용 대상이 아니라는 입장을 보였다. 2016년 4월 20일 대전광역시 도시철도공사에서 해임된 황재하 전 경영이사가 대전광역시청에서 기자회견을 열고 “부정을 막아보려 하고 잘못된 것을 세상에 알린 사람도 부정을 저지른 사람과 똑같이 해임한다면 누가 조직 내 부정을 알리겠느냐”며 “부당한 해임 처분에 대해 법적 구제노력을 하겠다”고 밝혔다. 이어 “시에서 직원 채용 과정에서 제 역할에 대해 지극히 자의적인 해석과 무리한 주장을 하면서 결국 해임처분을 통보했다”며 “사장 지시로 부정채용 시도가 진행 중인 것을 알고 항의했고, 사장이 지시한 응시자 2명 중 1명이 불합격한 상태여서 정상적으로 합격자가 결정된 것으로 알고 결재 한 것”이라며, 부정채용 사실을 외부에 알린 경위에 대해서도 “나중에 면접점수가 수정돼 합격자가 뒤바뀐 것을 확인하고 고민을 지인에게 얘기했는데 그 내용이 언론에 보도된 것”이라고 주장했다. 2016년 5월 16일 대전지방법원은 사안이 중대하고 증거 인멸 및 도주 우려가 있다며 차준일 전 대전광역시 도시철도공사 사장의 구속영장을 발부했다. 이와 관련하여 대전지방경찰청 지능범죄수사대는 차준일 전 사장을 비롯해 인사기획처장(1급), 총무인사팀장(2급), 인사실무자 등 결재 라인과 내외부 면접위원 3명 등 모두 10명을 수사하였다. 2016년 7월 19일 대전지방검찰청에 따르면 대전광역시 도시철도공사 부정채용 비리를 외부에 알린 황재하 전 경영이사를 재조사할 것을 경찰에 지시한 것으로 알려졌다. 이에 대해 검찰 관계자는 "처벌 여부를 떠나 대전광역시청에서 고발했으면 입건을 해 혐의 여부를 밝혀야 하는데 이 간부에 대한 입건, 조사가 이뤄지지 않았다"며 "처벌 여부는 정말 내부고발인지 부분 등도 고려해 결정해야겠지만, 수사 절차상 입건을 하지 않으면 안된다"고 설명했다. 2016년 7월 28일 국민권익위원회는 "대전광역시 도시철도공사의 채용인사비리를 신고하고 해임된 내부 신고자인 황재하 전 경영이사가 부패행위 신고를 이유로 해임된 것으로 보고 대전광역시 도시철도공사 사장에게 황재하 전 경영이사에 대한 해임처분을 취소하고 원래 직위인 경영이사로 원상회복 시킬 것을 요구하기로 결정했다"고 밝혔다. 국민권익위원회의 결정에 따라 대전광역시 도시철도공사 사장은 황재하 전 경영이사에 대한 해임처분취소와 원상회복조치 요구를 통보받은 날로부터 30일 이내에 이행해야 한다. 또, 대전광역시 도시철도공사 사장이 국민권익위원회 결정을 이행하지 않으면 국민권익위원회 고발에 따라 1년 이하의 징역 또는 1000만 원 이하의 벌금에 처해질 수 있다. 2017년 2월 24일 대전지방법원 형사 4단독 곽상호 판사는 업무방해 혐의로 기소된 차준일 전 사장에게 무죄를 선고했다. 곽상호 판사는 “면접 위원들의 업무는 면접 점수를 부여해 결과물을 제출하는 것으로 종료하기 때문에 이들의 업무를 방해했다고 볼 수 없다”며 “범죄의 증명이 없는 경우에 해당한다”고 판시했다. 한편, 차준일 전 사장은 2016년 3월 신규 직원을 채용하면서 인사 업무 담당자에게 특정 응시자들의 이름을 알려주면서 “관심을 가져보라”고 말해 부정 채용이 이뤄지게 한 혐의로 기소됐다. 그의 언질을 받은 인사 담당자들은 면접시험 평정표 점수를 의도적으로 정정해 특정 응시자 1명을 부정 합격시켰다.

## 차량 접근음
- 상행선[24] : 옹달샘[25]
- 하행선[26] : 비발디 사계 중 '가을' 제 1악장

## 같이 보기
- 도시철도공사
- 대전 도시철도
  - ● 대전 도시철도 1호선
    - 판암차량사업소
    - 외삼차량사업소
    - 대전-세종-충북 광역철도

  - ● 대전 도시철도 2호선
  - 대전 도시철도 3호선
- 대한민국의 도시 철도
- 타슈